# Patrulha
Patrulha es el tercer álbum de Patrulha do Espaço, también conocido como "El Disco Blanco". Este disco contiene parte de los grandes clásicos de la banda, tales como «Columbia», «Festa do Rock», «Bomba» o «Cão Vadio» entre otras.
Patrulha es considerado como uno de los álbumes que estabilizó el Rock Brasileño. 

## Camino al tercer disco
En 1989, la banda pasó por un momento de gran incertidumbre que podía determinar su futuro. A pesar de la buena distribución y las excelentes ventas del segundo disco, tras malas decisiones por parte de la discográfica trajeron consigo un quebranto económico. La banda tuvo que buscar sus propios recursos para la grabación, distribución y la posterior venta de su tercer álbum.
Las grabaciones de lo que sería conocido como el álbum blanco se llevaron a cabo de la misma manera que los dos primeros trabajos de la banda. Es decir, se gastaron muy pocas sesiones de estudio para el disco. 
Lo establece definitivamente la posición de Sergio Santana como compositor y cantante líder de la banda. 
Debido a los problemas financieros que se formaron por el segundo álbum, la banda no estaba en condiciones de lanzar el álbum de manera independiente y no podía apoyarse en los principales sellos discográficos, ya que estaban cerrados para el mercado de rock and roll en el país. 
De este modo, se unen con Luiz Calanca, que les ayudó a lanzar el álbum, a pesar de ser una productora mucha más pequeña que las demás.

## Canciones
1.-  Columbia
2.- Bomba
3.- Jeito Agressivo
4.-  Festa do Rock
5.-  Mar Metálico
6.-  Cão Vadio
7.-  Transcendental
8.-  Meus 26 Anos
9.- Mulher Fácil 

## Músicos
- Rolando Castello Junior - Batería
- Sergio Santana - Bajo y voz líder
- Eduardo Chermont - Guitarra y voz